# Молвино (село, Ульяновська область)
Молвино (рос. Молвино) — село в Тереньгульському районі Ульяновської області Російської Федерації.
Населення становить 171 особу. Входить до складу муніципального утворення Тереньгульське міське поселення.

## Історія
Від 2004 року входить до складу муніципального утворення Тереньгульське міське поселення.

## Населення
| 2010 |
| ---- |
| 171  |